# Гімн Науру
Гімн Науру — композиція «Nauru Bwiema» («Науру, батьківщина наша»).
Автор слів — Маргарет Гендрі (Margaret Hendrie), автор музики — Лоуренс-Генрі Гікс (Laurence Henry Hicks). Гімн затверджений у 1968 році.